# Вартанян, Вазген Суренович
Вазге́н Суре́нович Вартаня́н (род. 18 марта 1974, Москва) — российский и армянский пианист.

## Биография
Вазген Суренович Вартанян родился 18 марта 1974 года в Москве, окончил Московскую государственную консерваторию имени П. И. Чайковского, его преподавателями были пианист Лев Николаевич Власенко, пианист и композитор Дмитрий Николаевич Сахаров, Алла Зиновьевна Турянская.
Вазген Вартанян стажировался в Америке, в Джульярдской школе у Джерома Ловенталя; там же был удостоен степени магистра изящных искусств (англ. Master of Fine Arts Degree).
Сотрудничал с дирижёрами Валерием Гергиевым и Константином Орбеляном, альтистом Юрием Башметом, пианистом Николаем Петровым и американским композитором Лукасом Фоссом.
Принимал участие в известных фестивалях:
- The Festival of the Hamptons и Benno Moiseevich Festival в США,
- Пасхальный фестиваль
- Фестиваль к 100-летию со дня рождения Арама Хачатуряна
- Фестиваль к 100-летию со дня рождения Владимира Горовица
- Дворцы Санкт-Петербурга
- Кремль Музыкальный в России
- Фестиваль Pietro Longo
- Фестиваль Пульсано (Италия) и других.

### Видео
- Песни Вазгена Вартаняна на «Яндекс Музыке»
- Сюита из балета «Смерть Ростовщика». — Композитор Т. Шахиди. Транскрипция Вазгена Вартаняна.
- Vazgen Vartanian Chopin 4 Ballades — Great Hall; Вазген Вартанян ШОПЕН БЗК.
- Vazgen Vartanian Chopin 4 Scherzos — Great Hall; Вазген Вартанян ШОПЕН БЗК Вазген ВАРТАНЯН — ШОПЕН «8» — Четыре Баллады, Четыре Скерцо.
- Saint-Saens/Liszt/Horowitz — Danse macabre. VAZGEN VARTANIAN (piano).
- RACHMANINOV — Elegie op.3 #1. VAZGEN VARTANIAN (Piano).
- BACH / BUSONI — Chorale prelude. Vazgen VARTANIAN.